# 원숭이두창 바이러스
원숭이두창바이러스( - 痘瘡/天然痘 - , 문화어: 원숭이천연두 비루스, 영어: monkeypox virus, MPV, MPXV, hMPXV) 또는 엠폭스 바이러스(문화어: M천연두 비루스)는 사람과 다른 여러 동물들에서 엠폭스(원숭이두창)를 일으키는 이중가닥 DNA 바이러스이다. 폭스바이러스과의 오르소폭스바이러스속에 속한다. 오르소폭스바이러스에 속하는 바이러스가 일으키는 다른 사람의 질병에는 천연두, 우두, 백시니아 등이 있다. 원숭이두창 바이러스는 천연두 바이러스의 직계 조상이나 직계 자손이 아니다. 천연두 바이러스와 유사하기는 하지만 발진이 더 가볍게 나타나며 치명률도 천연두보다 낮다.
바이러스 독력의 변이가 중앙아프리카에서 동정된 바이러스에서 발견되었다. 중앙아프리카형은 서아프리카형보다 독력이 더 강했다. 두 구역의 바이러스 계통군이 달라 각각 콩고 분지(중앙아프리카) 계통군과 서아프리카 계통군으로 명명되었다.

## 병원보유체
원숭이두창 바이러스는 영장류 같은 동물을 통해 운반된다. 처음 바이러스가 동정된 것은 1958년으로, 덴마크 코펜하겐에서 프레벤 폰 마그누스(Preben von Magnus)가 실험용 동물로 사용되던 필리핀원숭이(Macaca fascicularis)로부터 분리해 냈다. 2003년 미국 중서부 원숭이두창 유행 당시에는 수입된 감비아도깨비쥐로부터 프레리도그가 감염된 것으로 밝혀졌다.
원숭이두창 바이러스는 영장류와 다른 동물들에서 질병을 일으킨다. 주로 중앙아프리카와 서아프리카의 열대 우림 지역에서 발견할 수 있다.

## 전파
동물에서 사람으로, 또는 사람 간에 바이러스가 전파될 수 있다. 동물에서 사람 쪽으로 발생하는 감염은 동물이 사람을 물거나 동물의 체액에 사람이 직접적으로 접촉했을 때 발생할 수 있다. 사람 사이에서는 비말로 감염되거나 감염자의 체액이 묻은 물건(포마이트, formite)에 접촉하여 감염될 수 있다. 잠복기는 10-14일이다. 발진이 생기기 이전에 나타나는 전구 증상에는 림프절 부음, 근육통, 두통, 발열 등이 있다.

## 역학

세계적으로 전파된 원숭이두창 바이러스의 지도.
풍토병인 서아프리카 계통군
풍토병인 콩고 분지 계통군
양쪽 계통군 감염이 모두 보고됨
2022년 서아프리카 계통군이 유행한 지역

원숭이두창 바이러스는 중앙아프리카와 서아프리카의 열대 우림 지역에서 주로 발견된다. 1958년 원숭이에서 처음 발견되었고 사람에서는 1970년 처음 관찰되었다. 1970년과 1986년 사이에 400건 이상의 사람에서의 감염 사례가 보고되었다. 적도 부근의 중앙아프리카와 서아프리카 지역에서는 주기적으로 10% 정도의 사망률을 보이는 소규모의 바이러스 유행이 발생했으며, 이로 인해 이차적인 사람 간 감염도 10%의 비율로 발생했다. 감염의 일차 경로는 감염된 동물과의 접촉이나 동물의 체액으로 여겨진다. 2003년 미국 중서부 원숭이두창 유행은 2003년 아프리카가 아닌 미국 중서부에서 발생했다. 일리노이주, 인디아나주, 위스콘신주 등에서 환자가 나왔으며 뉴저지주에서는 한 명이 감염되었다. 사망자는 나오지 않았다.

## 같이 보기
- 2022년 원숭이두창 유행